# Salut à la France
Pour plus de détails, voir Fiche technique et Distribution.
Salut à la France (A Salute to France) est un film américain réalisé par Jean Renoir et Garson Kanin, sorti en 1944.

## Synopsis
Film destiné à présenter les Français aux troupes américaines devant débarquer en France.

## Fiche technique
- Titre : Salut à la France
- Titre original : A Salute to France
- Réalisation : Jean Renoir et Garson Kanin
- Scénario : Philip Dunne, Jean Renoir, Burgess Meredith
- Photographie : Army Pictorial Service
- Musique : Kurt Weill
- Montage : Helen Van Dongen (en)
- Production : United States Office of War Information
- Pays d'origine :  États-Unis
- Format : Noir et blanc - 1,37:1 - 35 mm
- Genre : moyen métrage
- Durée : 34 minutes
- Date de sortie : 13 octobre 1944, Paris

## Distribution
- Claude Dauphin : Jacques Bonhomme, le soldat français
- Burgess Meredith : Joe Daws, le soldat américain
- Philip Bourneuf : Tommy, le soldat britannique

## Citation
« Il s'agissait de montrer aux soldats que les Français ne portent pas tous des bérets basques et que les Françaises ne sont pas toutes des femmes légères. »

— Jean Renoir, Ma vie et mes films, 1974